# 澤藤電機
澤藤電機株式会社（さわふじでんき、英: Sawafuji Electric Co., Ltd.）は、群馬県太田市に本社を置き、電装品・電子製品、発電機、冷蔵庫の製造を行う企業。このうち発電機はホンダ向けOEM生産も行う。

## ブランド
- ELEMAX
- ENGEL (冷蔵庫)
- Pacificool (冷蔵庫)

## 沿革
- 1908年（明治41年）- 澤藤電機工業所創業。
- 1919年（大正8年）- 法人化。
- 1930年（昭和5年）- 農業用・航空機用マグネット製造販売を開始。
- 1934年（昭和9年）- 現社名に改称。
- 1949年（昭和24年）- 東京証券取引所1部に上場。
- 1962年（昭和37年） - スイングモータ利用の小型電機冷蔵庫「エンゲル」の製造販売を開始。
- 1965年（昭和40年）- ポータブル発電機及び電機溶接機の製造販売を開始。
- 1979年（昭和54年）- バス専用冷蔵庫の製造販売を開始。
- 1987年（昭和62年）- 乗用車組込用冷蔵庫の製造販売を開始。
- 1988年（昭和63年）- 子会社「株式会社エス・エス・デー」を設立。
- 1997年（平成9年）- 米低温貯蔵庫の製造販売を開始。
- 1999年（平成11年）- リターダの製造販売を開始。
- 2000年（平成12年）-  オーストラリアに子会社「エンゲル・ディストリビューション Pty Ltd」を設立。
- 2001年（平成13年）-  イギリスに子会社「マーコン サワフジ Ltd」を設立。
- 2008年（平成20年） 本社を新田工場内に移転し、東京事務所を池袋に設置する。
- 2010年（平成22年） 東京事務所を閉鎖し、本社工場のみとする。
- 2012年（平成24年）- タイ国に合弁子会社「サワフジ エレクトリック タイランドCO.,LTD.」を設立。
- 2016年（平成28年）- 日本科学技術連盟の日本品質奨励賞 TQM奨励賞受賞。

## 工場
- 新田工場（群馬県太田市）